# Mount Robertson
Mount Robertson – szczyt w północnych Latady Mountains w południowo-wschodniej Ziemi Palmera w południowej części Półwyspu Antarktycznego na Antarktydzie, o wysokości około 1650 m n.p.m.
Najprawdopodobniej dostrzeżony z dużej odległości przez United States Antarctic Service (USAS) 30 grudnia 1940 roku, a później dostrzeżony z lotu ptaka 21 listopada 1947 roku podczas ekspedycji badawczej Finna Ronne (1899–1980) (ang. Ronne Antarctic Research Expedition (RARE)). Zbadany przez uczestnikow wyprawy Falkland Islands Dependencies Survey (FIDS) i RARE ze Stonington Island w grudniu 1947 roku.
Nazwany na cześć Jamesa B. Robertsona, mechanika samolotów RARE.